# Salenca herbàcia
La salenca herbàcia (Salix herbacea) és una espècie de salze nan que viu a la tundra i a alguns prats alpins.
Té una àmplia àrea de distribució que comprèn ambients boreals, des de les tundres  d'Àsia, Europa i Nord-amèrica, fins a les altes muntanyes dels Pirineus, els Alps i les muntanyes Rila al sud d'Europa, o els Apalatxes a Amèrica.

## Descripció
La salenca herbàcia és una planta llenyosa molt poc aparent, ja que les seves tiges són majoritàriament subterrànies i tenen un creixement molt lent. És una de les espècies llenyoses més menudes del món. Vista superficialment només té una petita tija 1-6 cm d'alt, d’on surten 3 o 4 fulles  arrodonides i finament dentades, d’un a dos cm de diàmetre i unes petites flors molt simples al capdamunt.
Les aparences enganyen i moltes d’aquestes petites tiges herbàcies que apareixen més o menys juntes, de vegades entapissant el terra, són part d’un únic individu, amb un “tronc” llenyós subterrani molt ramificat que arrela en els nusos i que es pot estendre alguns metres pel subsòl.
Atès que és impossible de saber on comença un individu i acaba un altre, hom podria dir també que cada branqueta forma part d’una colònia clonal.
Com tots els altres salzes, és una espècie dioica: amb flors unisexuals separades en plantes diferents. Les flors, reunides en unes petites espigues (aments o gatells), son molt simples: una petita esquama que porta un pistil (sovint vermellós) en el cas de les femelles, o dos estams (en els individus masculins). Cada tija fa un únic gatell amb 2-12 flors d’una o altra mena.

## Distribució i hàbitat
És pròpia d'ambients amb clima àrtic, sota condicions especialment dures: terrenys humits, de caràcter àcid i amb molt pocs nutrients. Als Pirineus es refugia a zones molt elevades, als indrets més enclotats i freds de l’alta muntanya, on la neu roman fins a principis d’estiu.
És un dels elements principals de les comunitats vegetals que viuen a les congesteres, en aquest cas sobre substrat àcid (Anthelio-Salicetum herbaceae). Aquesta comunitat, dominada per la salenca, porta altres espècies molt menudes (Veronica alpina, Gnaphalium supinum, Mucizonia sedoides, Anthelia juratzkana...), que tenen com a característica principal la capacitat de créixer molt ràpidament i així poder colonitzar aquests espais que estan lliures de neu només durant un o dos mesos a l'any (tres a molt estirar).
En el context actual, on el canvi climàtic accelerat ens porta cada cop cap a climes més càlids, l’estudi de la vegetació de les congestes (anomenada científicament vegetació quionòfila)  ens ofereix una imatge molt precisa del canvi climàtic; doncs els llocs on la neu desapareix més d’hora del que era habitual són envaïts ràpidament per les espècies pròpies dels prats alpins veïns, reduint cada vegada més l’espai d’aquestes comunitats quionòfiles i posant en perill la seva supervivència.

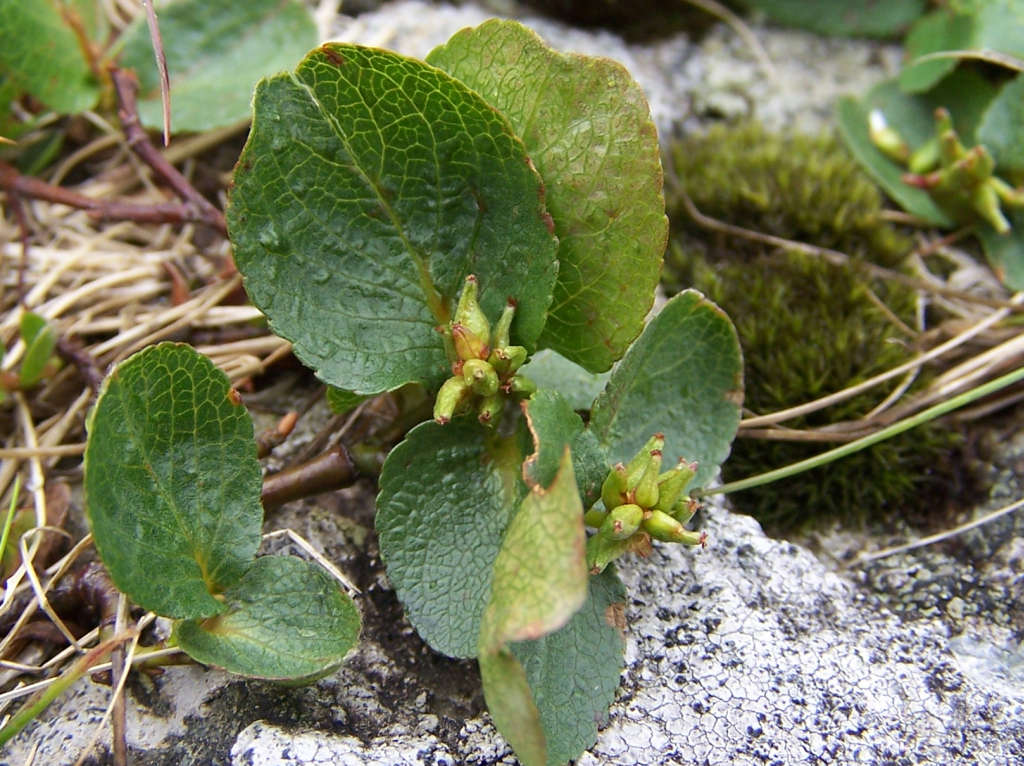
individu femení amb càpsules de llavors
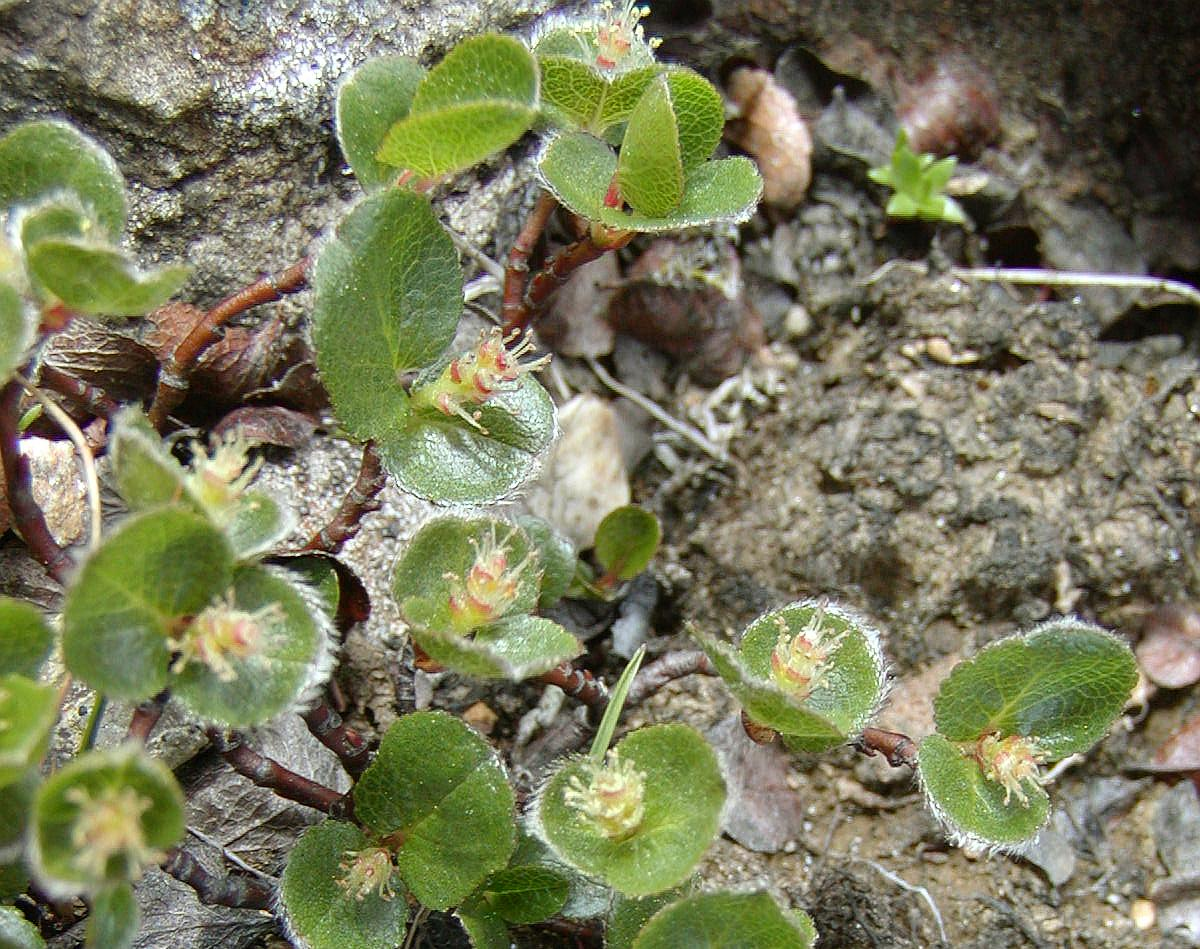
individu masculí
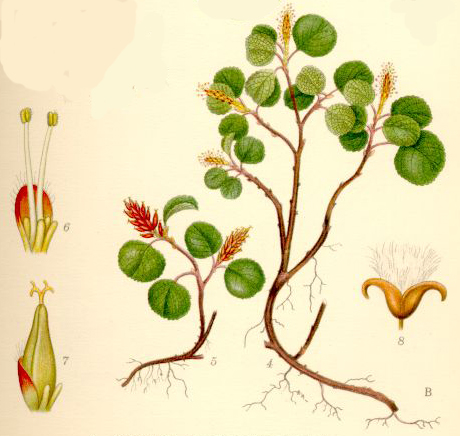
dibuix amb detall de les flors